# Macrotomoderus brunnipes
Macrotomoderus brunnipes es una especie de coleóptero de la familia Anthicidae.

## Distribución geográfica
Habita en Malasia.